# 况澍
况澍（？—？），广西临桂人，清朝政治人物 ，同進士出身。

## 生平
清朝道光九年（1829年），参加己丑科殿试，登金榜，正奏第三甲，赐同进士出身第104名。